# РВЗ-ДЭМЗ

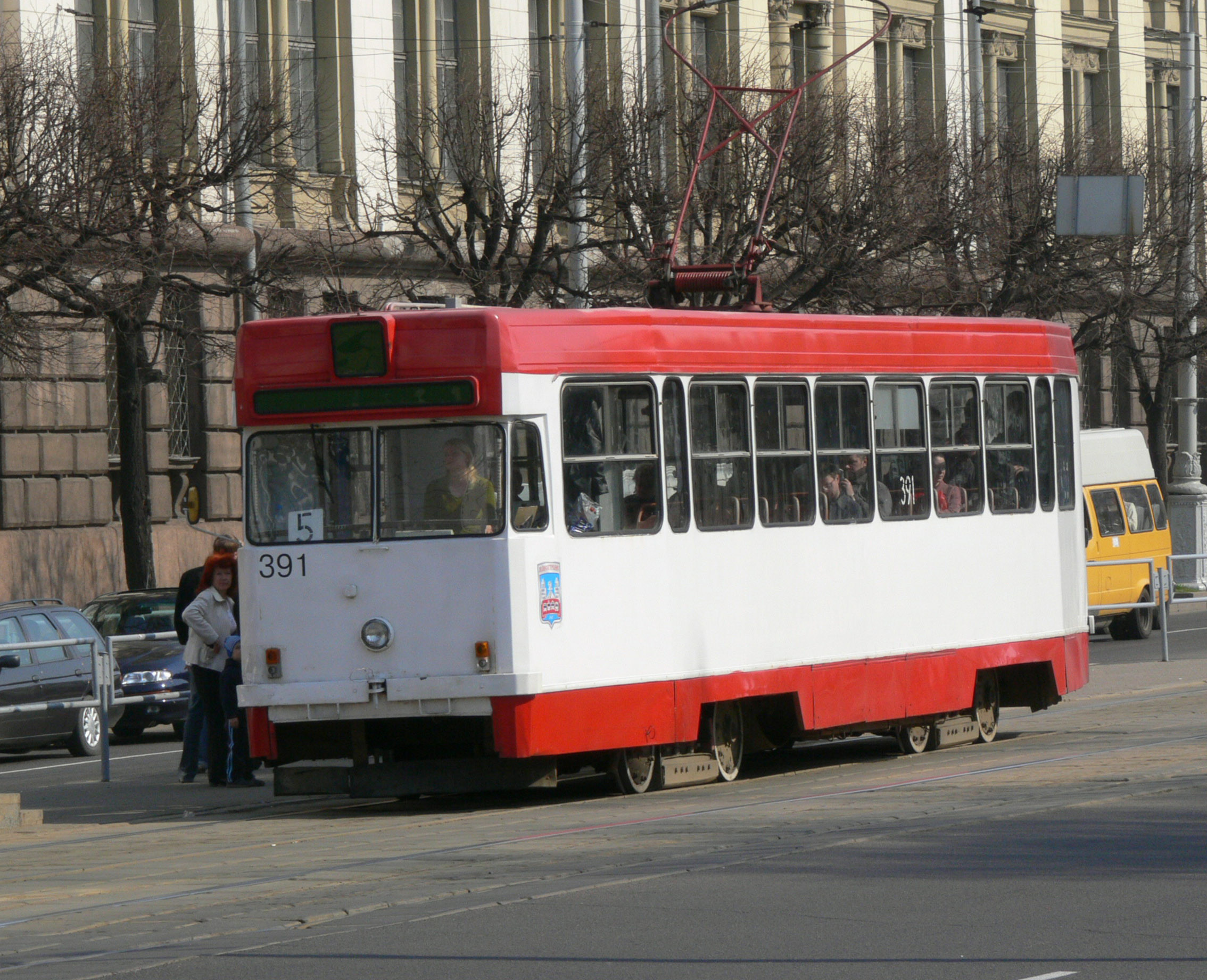

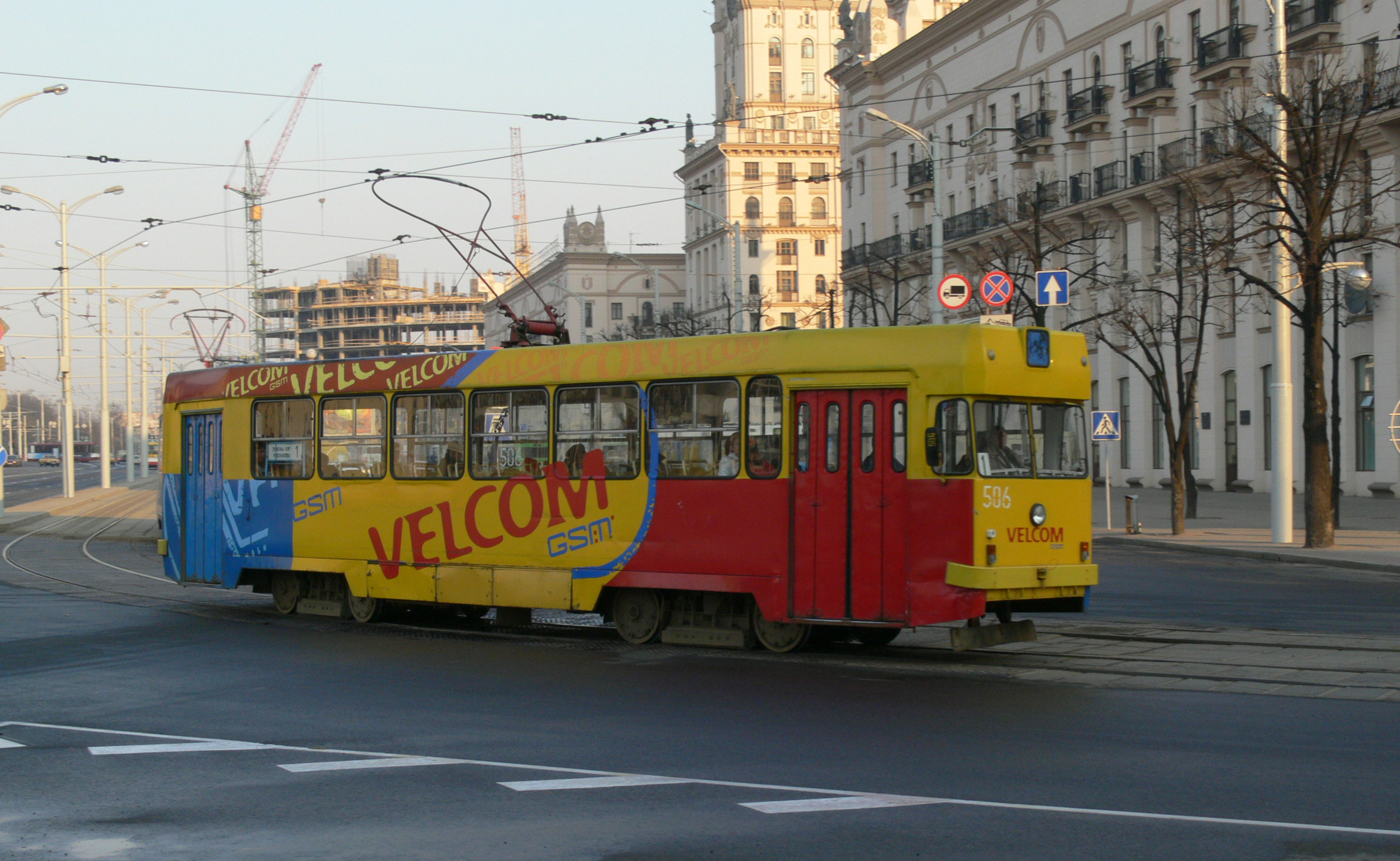

РВЗ-ДЭМЗ — модернизированный вариант трамвайного вагона РВЗ-6М2. Получался в результате капитально-восстановительного ремонта с заменой кузова. Новый кузов изготавливался на Дзержинском экспериментально-механическом заводе (ОАО «ДЭМЗ»). Ремонт занимал приблизительно два месяца и производился в трамвайном депо Минска в 1999—2003 годах. Всего переоборудовано 15 вагонов, все они эксплуатировались в Минске до 2008 года.

## Конструктивные особенности
- кабина водителя и системы управления по всем параметрам аналогичны РВЗ-6.
- в салоне установлены пластиковые сиденья белорусского производства.

## Список выпущенных вагонов
| Номер | Год выпуска | Место эксплуатации | Состояние                                                          |
| ----- | ----------- | ------------------ | ------------------------------------------------------------------ |
| 379   | 1999        | г. Минск           | списан                                                             |
| 380   | 1999        | г. Минск           | списан                                                             |
| 382   | 1999        | г. Минск           | переоборудован в грузовую платформу под номером 385 ранее музейный |
| 385   | 1999        | г. Минск           | списан                                                             |
| 391   | 2000        | г. Минск           | списан                                                             |
| 399   | 2000        | г. Минск           | списан                                                             |
| 410   | 2000        | г. Минск           | списан                                                             |
| 414   | 2000        | г. Минск           | списан                                                             |
| 439   | 2001        | г. Минск           | списан                                                             |
| 447   | 2001        | г. Минск           | списан                                                             |
| 456   | 2001        | г. Минск           | списан                                                             |
| 466   | 2002        | г. Минск           | списан                                                             |
| 472   | 2002        | г. Минск           | списан                                                             |
| 490   | 2002        | г. Минск           | списан                                                             |
| 506   | 2003        | г. Минск           | списан                                                             |